# نیو جن ایرویز
نیو جن ایرویز (انگلیسی: New Gen Airways) یک نام تجاری برای شرکت با مسئولیت محدود سابایدی ایرویز است که یک شرکت هواپیمایی بین‌المللی تایلندی است و بر روی پرواز از تایلند به چین متمرکز است. این شرکت پروازهای برنامه‌ریزی شده و برنامه‌ریزی نشده (چارتر) را از ۵ هاب تایلند شامل: فرودگاه بین‌المللی دن موئنگ، فرودگاه بین‌المللی یو-تاپائو، فرودگاه کرابی، فرودگاه بین‌المللی پوکت و فرودگاه سورات از شهرهای جنوبی کرابی، پوکت و سورات تانی، در مجموع به ۳۷ مقصد در چین انجام می‌دهد.